# Bentong
Bentong – miasto w Malezji, w stanie Pahang. W 2000 roku liczyło 40 373 mieszkańców.